# Ioan Țamblac
 Ioan Țamblac  a fost un diplomat moldovean din timpul domniei lui Ștefan cel Mare, rudă cu fostul mitropolit Grigore Țamblac și „unchi” al domnitorului după cum se auto-prezenta. Cea mai cunoscută solie pe care a condus-o a fost cea la conducătorii Veneției,  din 8 mai 1477. :p. 218